# Velje Polje (gmina Tutin)
Velje Polje (cyr. Веље Поље) – wieś w Serbii, w okręgu raskim, w gminie Tutin. W 2011 roku liczyła 594 mieszkańców.